# Heinrich Harder
Heinrich Harder (Putzar, 2 de junho de 1858 — Berlim, 5 de fevereiro de 1935) foi um artista alemão. Pintava paisagens e animais pré-históricos.

## Galeria
| Pintura de um Iguanodon por Heinrich Harder ca. 1916 | Pintura de um Archaeopteryx por Heinrich Harder, ca. 1916 | Pintura de um Paleomastodon por Heinrich Harder, ca. 1920 |

| Pintura de um Gliptodonte por Heinrich Harder ca. 1920 | Pintura de um Ranforrinco por Heinrich Harder, ca 1916 | Pintura de um Arsinoitherium hharder por Heinrich Harder, ca 1920 |

| Pintura de um Elasmotherium por Heinrich Harder ca. 1920 | Pintura de um Boi-almiscarado por Heinrich Harder, ca 1920 | Pintura de um Dinotherium por Heinrich Harder, ca 1916 |

| Pintura de um Estegossauro por Heinrich Harder ca. 1920 | Pintura de um Tuatara por Heinrich Harder, ca 1916 | Pintura de um Ceratodus por Heinrich Harder, ca 1920 |

|  |  |  |
|  |  |  |

|  |  |  |
|  |  |  |

|  |  |  |
|  |  |  |